# سهم الماء المقنزع
سهمية مقنزعة (الاسم العلمي:Sagittaria cristata) هي نوع من النباتات تتبع جنس السهمية من الفصيلة المزمارية.